# Empar de Lanuza
Empar de Lanuza Hurtado (Valencia, 18 de septiembre de 1950) es una escritora española, que ha publicado diversas obras de literatura infantil en catalán y castellano.

## Biografía
En 1972 se licenció en Filosofía y Letras en la Universidad de Valencia, en las modalidades de Pedagogía Especial y Orientación Escolar y Profesional (Sección de Pedagogía). Al terminar la carrera universitaria trabaja hasta 1982 en el Centro de Reeducación Psicomotriz (que creó junto con otras dos pedagogas), especializado en trastornos del aprendizaje y del lenguaje. Paralelamente colabora de 1973 a 1974 en la Inspección de Enseñanza Primaria, y posteriormente durante dos años en el Secretariado de Enseñanza del Idioma de Valencia. A lo largo de su trayectoria profesional ha realizado diferentes trabajos, relacionados con la educación, la lengua o la edición.
En el año 1976 trabaja en el Instituto de Ciencias de la Educación de la Universidad de Valencia, encargada de los Cursos de Lingüística Valenciana y su didáctica. En 1983 ejerce de profesora de valenciano en el Instituto de Bachillerato de Llíria (Valencia). De 1987 a 1990 trabaja en el Servicio de Normalización Lingüística y en la Unidad Técnica de Coordinación Bibliotecaria de la Universidad de Valencia. Entre 1991 y 1999 colabora en el Departamento de Publicaciones de la Consejería de Cultura, Educación y Ciencia.
Desde los años 70 hasta la actualidad ha participado en numerosos congresos y jornadas, y en actividades de promoción de la lectura, en especial en bibliotecas y centros escolares valencianos. De la misma manera ha sido jurado de premios como el Joanot Martorell o el Tirant lo Blanc. También ha colaborado como autora en la serie de televisión española Nana Bunilda, y ha realizado colaboraciones en prensa. Paralelamente a su actividad profesional ha desarrollado su labor como escritora, especialmente de literatura infantil y juvenil. Esto la ha ayudado a ejercer su carrera como escritora, ya que sus distintas profesiones relacionadas con la lengua han potenciado este oficio.
“Llegué a este oficio, ¡el que sea!, con la adjudicación de un premio en Barcelona. Por aquel entonces casi nadie hacía literatura infantil en la Comunidad Valenciana, y creí que era necesario dedicarse a ello”.

## Obra Literaria
- El sabio rey loco y otros cuentos (1979). (Existe versión en catalán El savi rei boig i altres contes y en eslovaco)
- El juego popular aplicado a la educación (1979). En colaboración con Victoria Ferrando y Carlos Pérez
- ¡Buen viaje Petiblanco! (1982). (Existe edición en catalán, Bon viatge, Pitblanc¡)
- De qui serà? (1982)
- El convit del cargol (1982)
- Història de mans (1982)
- Llibre d’anar anant (1982)
- Els números accidentats (1983)
- Irregularitats en la construcción (1984)
- Les indagacions d’Hemigell S.A.: Llibre de lectura 6º (en colaboración con Francesc Pérez) (1984)
- Mitja dotzena (teatro) (1984)
- Aventura de una desventura (1985). (Existe edición en catalán, Aventura d’una desventura)
- La luciérnaga Luci (1985). (Existe edición en catalán, La cuca Quica y en francés)
- El fil invisible i dos contes més (1985)
- Criatures minúscules (1986)
- L’home de Penyagolosa (1986)
- Reis i no reis (1987)
- La grieta asesina (1987). (Existe edición en catalán, L’Escletxa assassina)
- El largo viaje de los habitantes de Bóbilis-Bóbilis (1987). (Existe edición en catalán, El llarg viatge dels habitants de Bóbila-Bóbila)
- La familia feroz (1988). (Existe edición en catalán, La familia feroç)
- Abecedari de diumenge (1988)
- L’escletxa assassina i altres relats enquietants (1990)
- L’home de Penyagolosa i altres contes (1991)
- Santànima: faules d’un Monastir (1991)
- Cinco corrupios al mes (1991). (Existe edición en catalán, Cinc corrupis mes a mes)
- Un diente pendiente (1991). (Existe edición en catalán, Enric perd una dent)
- Juanito, un hombre de negocios (1992). (Existe edición en catalán, Toni, un home de negocis)
- Hemifell S.A. (1992)
- Las tres aburridas (1997). (Existe edición en catalán, Les tres avurridas)
- El meu pare no vol ser pingüi. (1997) Primer Ciclo de Educación Primaria. Libro de Lectura del Alumno. Comunidad Valenciana
- Versos al sol (2000)
- València, fragments d’un dietari poètic (2002)
- Una recepta i allò que inventà la cuinera (2005)

### Premios
- Premio Josep María Folch i Torres 1978 , por El sabio rey loco y otros cuentos.[5]
- Premio de la CCEI (ex aequo) 1980 , por El sabio rey loco y otros cuentos.[6]
- Premio Tirant lo Blanc de la Diputación de Valencia 1986, por Abecedari de diumenge.
- Premio Serra d’Or modalidad infantil 1989 , por Abecedari de diumenge.[7]
- Distinción de la Feria de Bolonia, incluido en la Lista The White Ravens 1991, por Cinco corruptos al mes.
- Accésit del Premio Lazarillo 1997, por Versos para ositos.
- La obra El sabio rey loco fue seleccionada en el VI Simposio sobre Literatura Infantil y Lectura, organizado por la Fundación Germán Sánchez Ruipérez en el año 2000 , como una de las cien obras de la Literatura Infantil española del siglo XX.[8]
- Premio de Literatura infantil de los IV Premis de la Crítica de l’Institut Interuniversitari de Filología Valenciana de Castelló de la Plana 2001, por Los versos al sol.
- IX Premio Samaruc 2001, por Los versos al sol.
- Ciudad de Valencia – Roís de Corella de poesía 2001, por València, fragments d’un dietari poètic.